# Boco I

Busto de Boco I

Boco I fue rey del Reino de Mauritania entre 110 a. C. y 80 a. C., aproximadamente.
Suegro de Yugurta, rey de Numidia, estuvo dudando en darle su apoyo en la guerra que este sostuvo con Roma. Finalmente lo hizo en 108 a. C., después de lograr la promesa de recibir un tercio del reino de su yerno.
Ambos fueron derrotados dos veces por Mario. Entonces inició el proceso de aproximación a Roma. Por medio de Sila, quien era por entonces cuestor de Mario, envió embajadas a Roma, en donde se alentó la alianza, a condición de que se hiciera merecedor de la misma. Después de más negociaciones con Sila, envió un mensaje a Yugurta, requiriendo su presencia. Este cayó en la trampa, y fue apresado por Sila en 106 a. C.
En pago de sus servicios, concluyó un tratado con los romanos, con el título de 'Amigo de Roma', y se vio recompensado con una parte de Numidia.
A su muerte el reino se dividió entre sus hijos Boco y Bogud.